# NCAPD3
Субъединица D3 комплекса конденсин-2 (англ. Condensin-2 complex subunit D3) (CAP-D3) — белок, который у человека кодируется геном NCAPD3. CAP-D3 является субъединицей конденсина II, большого белкового комплекса, который участвует в конденсации хромосом.